# Вениамин (Лихоманов)
Епископ Вениамин (в миру Николай Иванович Лихоманов; 2 октября 1952, Сокол, Вологодская область) — архиерей Русской православной церкви, епископ Рыбинский и Романово-Борисоглебский.

## Биография
Родился в 1952 году в семье верующих. Затем с родителями переехал в город Марганец Днепропетровской области. В 1969 году окончил среднюю школу в городе Марганце.
Окончил механико-математический факультет МГУ в 1975 году.
С сентября 1975 по январь 1976 года работал в должности инженера в Институте математики и механики Казахской академии наук в городе Алма-Ате. Знакомство с митрополитом Алма-Атинским Иосифом (Черновым) утвердили его в намерении принять священный сан. С мая 1976 по июнь 1978 года работал младшим научным сотрудником во ВНИИ синтеза минерального сырья в городе Александрове Владимирской области.
В 1978 году вступил в брак с Анной Денисовой.
8 октября 1978 года был рукоположён во диакона митрополитом Ярославским Иоанном (Вендландом), а 14 октября — во пресвитера и назначен на приходское служение в Воскресенский собор города Тутаева.
9 октября 1979 года назначен благочинным церквей Тутаевского округа и настоятелем Воскресенского собора.
В 1984 году окончил Московскую духовную семинарию.
В июне 1990 года был участником Поместного собора Русской православной церкви.
С 1993 года — член епархиального совета. С 1994 по 2006 годы нёс послушание председателя епархиального отдела катехизации и религиозного образования.
В 1996—1997 и 1999—2003 годы был ректором Ярославского духовного училища.
С 1996 по 2003 годы был главным редактором газеты «Ярославские епархиальные ведомости».
В 1999 году окончил Московскую духовную академию по сектору заочного обучения.
В 2002 году с согласия супруги брак был расторгнут, и оба супруга подали прошение об их монашеском постриге. 13 марта 2003 года пострижен в монашество архиепископом Михеем (Хархаровым) с наречением имени Вениамин в честь священномученика Вениамина (Воскресенского). Его супруга стала монахиней Иоанной и в настоящее время настоятельствует в ставропольском Иоанно-Мариинском монастыре.
В 2003—2009 годы — секретарь епархиального совета. На Пасху 2004 года возведён в сан архимандрита. Настоятельствовал в Воскресенском соборе Тутаева
В 2006 году был назначен заведующим отделением теологии, а с 2008 году — заведующий кафедрой теологии Ярославского педагогического университета.
С 2007 года — духовник Ярославской епархии.
В январе 2009 года был участником Поместного собора Русской православной церкви.

### Архиерейство
31 мая 2010 года решением Священного синода Русской православной церкви избран епископом Рыбинским, викарием Ярославской епархии. 20 августа в Преображенском соборе Соловецкого монастыря архимандрит Вениамин был наречён во епископа Рыбинского, викария Ярославской епархии. 22 августа, в праздник Собора Соловецких святых, за божественной литургией в Спасо-Преображенском соборе Соловецкого монастыря архимандрит Вениамин был хиротонисан во епископа. Архиерейскую хиротонию совершили патриарх Московский и всея Руси Кирилл, митрополит Кишинёвский и всея Молдавии Владимир (Кантарян), митрополит Саранский и Мордовский Варсонофий (Судаков), митрополит Волоколамский Иларион (Алфеев), архиепископ Ростовский и Новочеркасский Пантелеимон (Долганов), архиепископ Сергиево-Посадский Феогност (Гузиков), архиепископ Ярославский и Ростовский Кирилл (Наконечный), епископ Тираспольский и Дубоссарский Савва (Волков), епископ Архангельский и Холмогорский Тихон (Степанов), епископ Кагульский и Комратский Анатолий (Ботнарь), епископ Хынковский Петр (Мустяцэ), епископ Солнечногорский Сергий (Чашин), епископ Бельцкий и Фэлештский Маркелл (Михэеску), епископ Подольский Тихон (Зайцев), епископ Орехово-Зуевский Пантелеимон (Шатов).
15 марта 2012 года Рыбинская кафедра стала самостоятельной, а епископ Вениамин назначен её правящим архиереем с титулом «епископ Рыбинский и Угличский».
26 июля 2012 года утверждён священноархимандритом Воскресенского монастыря в Угличе.
24 декабря 2015 года в связи с образованием Переславской епархии, к которой отошёл Углич, титул изменён на «Рыбинский и Даниловский». Решением Священного синода 16 апреля 2016 года утверждён в должности священноархимандрита Адрианова Успенского мужского монастыря села Адрианова Слобода Ярославской области.
13 апреля 2021 года титул был изменён на «Рыбинский и Романово-Борисоглебский».

## Награды
Церковные:
- Орден святого благоверного князя Даниила Московского II степени (3 октября 2012) — «Во внимание к Вашему служению и в связи с 60-летием со дня рождения»[13]
- Орден святителя Иннокентия, митрополита Московского и Коломенского, III степени (10.10.2004)
- Золотая медаль Ярославской епархии (02.10.2004)

Светские:
- медаль ордена «За заслуги перед Отечеством» II степени (11.08.2000)
- золотая медаль Российского фонда Мира (25.04.2003)
- почётная грамота Министерства образования РФ (07.05.2004)
- почётная грамота губернатора Ярославской области (10.2006)
- медаль «За труды во благо земли Ярославской» I степени (3 ноября 2022)[14]
- медаль «За труды во благо земли Ярославской» II степени (5 октября 2012)[15]
- Национальная премия «Имперская культура» имени Эдуарда Володина (2017)[16].

## Публикации
статьи в «Православной энциклопедии»
- Геннадий Николаевич Здоровцев // Православная энциклопедия. — М., 2005. — Т. X : Второзаконие — Георгий. — С. 602. — 39 000 экз. — ISBN 5-89572-016-1.
- Геннадий (Летюк) // Православная энциклопедия. — М., 2005. — Т. X : Второзаконие — Георгий. — С. 602-603. — 39 000 экз. — ISBN 5-89572-016-1.
- Глеб Семенович Апухтин // Православная энциклопедия. — М., 2006. — Т. XI : Георгий — Гомар. — С. 560. — 39 000 экз. — ISBN 5-89572-017-X.
- Григорий (Воробьёв) // Православная энциклопедия. — М., 2006. — Т. XII : Гомельская и Жлобинская епархия — Григорий Пакуриан. — С. 554. — 39 000 экз. — ISBN 5-89572-017-X.
- Димитрий Павлович Вознесенский // Православная энциклопедия. — М., 2007. — Т. XV : Димитрий — Дополнения к „Актам Историческим“. — С. 41. — 39 000 экз. — ISBN 978-5-89572-026-4.
- Димитрий Григорьевич Казанский // Православная энциклопедия. — М., 2007. — Т. XV : Димитрий — Дополнения к „Актам Историческим“. — С. 44. — 39 000 экз. — ISBN 978-5-89572-026-4.
- Димитрий Михайлович Неведомский // Православная энциклопедия. — М., 2007. — Т. XV : Димитрий — Дополнения к „Актам Историческим“. — С. 48. — 39 000 экз. — ISBN 978-5-89572-026-4.
- Димитрий Александрович Смирнов // Православная энциклопедия. — М., 2007. — Т. XV : Димитрий — Дополнения к „Актам Историческим“. — С. 52-53. — 39 000 экз. — ISBN 978-5-89572-026-4.
- Евгений Андреевич Елховский // Православная энциклопедия. — М., 2008. — Т. XVII : Евангелическая церковь чешских братьев — Египет. — С. 55-56. — 39 000 экз. — ISBN 978-5-89572-030-1. (соавтор: Н. А. Зонтиков)
- Евгений Алексеевич Попов // Православная энциклопедия. — М., 2008. — Т. XVII : Евангелическая церковь чешских братьев — Египет. — С. 59. — 39 000 экз. — ISBN 978-5-89572-030-1.
- Иаков Иванович Архипов // Православная энциклопедия. — М., 2009. — Т. XX : Зверин в честь Покрова Пресвятой Богородицы женский монастырь — Иверия. — С. 477-478. — 39 000 экз. — ISBN 978-5-89572-036-3.
- Иерофей (Глазков) // Православная энциклопедия. — М., 2009. — Т. XXI : Иверская икона Божией матери — Икиматарий. — С. 379-380. — 39 000 экз. — ISBN 978-5-89572-038-7.
- Иоанн Александрович Дунаев // Православная энциклопедия. — М., 2010. — Т. XXIII : Иннокентий — Иоанн Влах. — С. 277. — 39 000 экз. — ISBN 978-5-89572-042-4. (в соавторстве с Дамаскином (Орловским))
- Иоанн Николаевич Миротворцев // Православная энциклопедия. — М., 2010. — Т. XXIII : Иннокентий — Иоанн Влах. — С. 286. — 39 000 экз. — ISBN 978-5-89572-042-4. (в соавторстве с Дамаскином (Орловским))
- Иоанн Гаврилович Плеханов // Православная энциклопедия. — М., 2010. — Т. XXIII : Иннокентий — Иоанн Влах. — С. 291. — 39 000 экз. — ISBN 978-5-89572-042-4.
- Иоанн Михайлович Смирнов // Православная энциклопедия. — М., 2010. — Т. XXIII : Иннокентий — Иоанн Влах. — С. 303. — 39 000 экз. — ISBN 978-5-89572-042-4.
- Иоанн Петрович Коротков // Православная энциклопедия. — М., 2010. — Т. XXIII : Иннокентий — Иоанн Влах. — С. 319. — 39 000 экз. — ISBN 978-5-89572-042-4.
- Иоанн Дмитриевич Виленский // Православная энциклопедия. — М., 2010. — Т. XXIII : Иннокентий — Иоанн Влах. — С. 269. — 39 000 экз. — ISBN 978-5-89572-042-4.
- Иоанн Иванович Рудинский // Православная энциклопедия. — М., 2010. — Т. XXIII : Иннокентий — Иоанн Влах. — С. 299-300. — 39 000 экз. — ISBN 978-5-89572-042-4.
- Иоанн Николаевич Талызин // Православная энциклопедия. — М., 2010. — Т. XXIII : Иннокентий — Иоанн Влах. — С. 307. — 39 000 экз. — ISBN 978-5-89572-042-4.
- Иосиф (Баранов) // Православная энциклопедия. — М., 2011. — Т. XXV : Иоанна деяния — Иосиф Шумлянский. — С. 591. — 39 000 экз. — ISBN 978-5-89572-046-2.
- Ираида Осиповна Тихова // Православная энциклопедия. — М., 2011. — Т. XXVI : Иосиф I Галисиот — Исаак Сирин. — С. 234-235. — 39 000 экз. — ISBN 978-5-89572-048-6.

редакция и составление
- Новомученики и исповедники Ярославской епархии / под ред. протоиерея Николая Лихоманова. — Тутаев : Православное Братство святых правоверных князей Бориса и Глеба. — Ч. 1 : Митрополит Ярославский и Ростовский Агафангел (Преображенский). — 2000. — 157 с.
- Новомученики и исповедники Ярославской епархии / под ред. протоиерея Николая Лихоманова. — Тутаев : Православное Братство святых правоверных князей Бориса и Глеба. — Ч. 2 : Архиепископ Угличский Серафим (Самойлович) ; Епископ Романовский Вениамин (Воскресенский). Ч. 3 : Священнослужители и миряне. — 2000. — 136 c.
- Духовно-нравственное развитие личности как целевой ориентир современного образования: материалы международной конференции / М-во образования и науки Российской Федерации, ФГБОУ ВПО «Ярославский гос. пед. ун-т им. К. Д. Ушинского»; [науч. ред. С. Г. Макеева; отв. ред. Епископ Рыбинский и Угличский Вениамин (Н. И. Лихоманов). — Ярославль : Ярославский гос. пед. ун-т им. К. Д. Ушинского, 2012. — 174 с. : ил., табл.; 21 см; ISBN 978-5-87555-813-9
- Все мы Христовы. 1918—1953 [Текст] : краткие биографические сведения / [сост. еп. Вениамин (Лихоманов) и др.]. — Ярославль : Ярославская митрополия РПЦ, 2017-. — 22 см. — (Материалы по новейшей истории Русской Православной Церкви). Ч. 1: А — Л. — 2017. — 567 с. : ил., портр.; ISBN 978-5-7429-0347-5
- Все мы Христовы. 1918—1953 [Текст] : краткие биографические сведения / [сост. еп. Вениамин (Лихоманов) и др.]. — Ярославль : Ярославская митрополия РПЦ, 2012-. — 22 см. — (Материалы по новейшей истории Русской Православной Церкви). — Ч. 2: М — Си. — 2017. — 542, [1] с. : портр.; ISBN 978-5-7429-0347-5
- Все мы Христовы. 1918—1953 [Текст] : краткие биографические сведения / [сост. еп. Вениамин (Лихоманов) и др.]. — Ярославль : Ярославская митрополия РПЦ, 2012-. — 22 см. — (Материалы по новейшей истории Русской Православной Церкви). — Ч. 3: Ск — Я. Дополнение А — Л. — 2017. — 454, [1] с. : портр.; ISBN 978-5-7429-0347-5
- Школьный курс «Основы православной культуры» как средство религиозно-культурного просвещения и духовно-нравственного воспитания [Текст] : коллективная монография / [Владыка Вениамин (Лихоманов), Баранов М. М. (игумен Борис), Беляева И. В. и др. ; науч. редактор С. Г. Макеева и др.] ; Министерство образования и науки Российской Федерации, ФГБОУ ВО «Ярославский государственный педагогический университет им. К. Д. Ушинского». — Ярославль : РИО ЯГПУ, 2016. — 147 с.; 21 см; ISBN 978-5-00089-097-4 : 100 экз.
- Доколе есть время, будем делать добро (Гал. 6, 10) [Текст] : жизненный путь и письма исповедника Георгия Седова : [житие и письма исповедника Романовского Георгия Седова (1883—1960)] / Рыбинская епархия; [авторы-составители Еп. Вениамин (Лихоманов), И. Г. Менькова]. — Рыбинск : Рыбинская епархия, 2017. — 104 с. : ил., портр., факс.; 21 см. — (Материалы по новейшей истории Русской Православной Церкви).; ISBN 978-5-9909540-4-5 : 1000 экз
- Страж Церкви Христовой. Священномученик Вениамин (Воскресенский). Жизненный путь, письма, документы [составители: епископ Рыбинский и Даниловский Вениамин (Лихоманов), И. Г. Менькова]. — Рыбинск : Рыбинская епархия, 2018. — 432 с. : ил., портр.; 21 см; ISBN 978-5-905293-12-2 : 1000 экз.
- Духовные пастыри малой Родины: святые новомученики и исповедники Церкви Русской : материалы II межрегиональной научно-практической конференции, (23-24 августа 2018 года) / Министерство науки и высшего образования Российской Федерации, ФГБОУ ВО «Ярославский государственный педагогический университет им. К. Д. Ушинского» [и др.]; ответственный редактор — епископ Рыбинский и Даниловский Вениамин. — Ярославль : РИО ЯГПУ, 2019. — 111, [1] с., [6] л. ца. ил.; 21 см; ISBN 978-5-00089-351-7 : 100 экз.
- Православное краеведение и просвещение : сборник материалов конференций «Православное краеведение и просвещение» XXVI и XXVII Международных Рождественских образовательных чтений / ФГБОУ ВО «Ярославский государственный педагогический университет имени К. Д. Ушинского», Русская Православная Церковь, Московский Патриархат; науч. ред. епископ Рыбинский и Даниловский Вениамин, А. М. Новоторцева. — Ярославль : РИО ЯГПУ, 2020. — 115 с., [4] л. цв. ил., портр.; 21 см; ISBN 978-5-00089-391-3 : 50 экз.
- Православное краеведение и просвещение : сборник материалов конференций «Православное краеведение и просвещение» XXVIII Международных Рождественских образовательных чтений : [XXVIII Международные Рождественские образовательные чтения «Великая Победа: наследие и наследники», 26-29 января 2020 года] / Министерство просвещения РФ, Ярославский государственный педагогический университет им. К. Д. Ушинского, Русская православная церковь, Московский патриархат; науч. ред. епископ Рыбинский и Романово-Борисоглебский Вениамин, А. М. Новоторцева. — Ярославль : ЯГПУ, 2021. — 139 с., [4] л. цв. ил.; 21 см; ISBN 978-5-00089-502-3 : 50 экз.